# Palleville
Palleville é uma comuna francesa na região administrativa da Occitânia, no departamento de Tarn. Estende-se por uma área de 6.44 km², e possui 429 habitantes, segundo o censo de 2018, com uma densidade de 67 hab/km².